# Potamogeton juzepczukii
Potamogeton juzepczukii là một loài thực vật có hoa trong họ Potamogetonaceae. Loài này được P.I.Dorof. & Tzvelev miêu tả khoa học đầu tiên năm 1983.